# ماشيتي يقتل
ماشيتي يقتل (بالإنجليزية: Machete Kills)‏ هو فيلم حركة أُصدر في الولايات المتحدة سنة 2013.

## طاقم التمثيل
- داني تريجو
- ميشيل رودريغز
- صوفيا فيرغارا
- آمبر هيرد
- كوبا غودينغ جونير
- ليدي غاغا

## الميزانية والإيرادات
بلغت تكلفة إنتاج الفيلم حوالي 20 مليون بينما حقق أرباحاً تقدر بـ 14,208,161.

## روابط خارجية
- ماشيتي يقتل على موقع IMDb (الإنجليزية)
- ماشيتي يقتل على موقع ميتاكريتيك (الإنجليزية)
- ماشيتي يقتل على موقع الموسوعة البريطانية (الإنجليزية)
- ماشيتي يقتل على موقع روتن توميتوز (الإنجليزية)
- ماشيتي يقتل على موقع نتفليكس (الإنجليزية)
- ماشيتي يقتل على موقع قاعدة بيانات الأفلام العربية
- ماشيتي يقتل على موقع ألو سيني (الفرنسية)
- ماشيتي يقتل على موقع Turner Classic Movies (الإنجليزية)
- ماشيتي يقتل على موقع أول موفي (الإنجليزية)
- ماشيتي يقتل على موقع بوكس أوفيس موجو (الإنجليزية)